# Mannikah
Das Mannikah, auch Manikah, war ein Volumenmaß in Masulipatam, einer Stadt in der britischen Präsidentschaft Madras an der Küste Koromandels in Vorderindien. Das Maß war für trockene Waren bestimmt. Es war ein sogenanntes Getreidemaß.
- 1 Mannikah = 118 Pariser Kubikzoll = 2,34 Liter (nach[1] = 2,2941 Liter)
- 6 Mannikah = 1 Mercal